# Катальпа звичайна
Катальпа́ звичайна, катальпа бігнонієвидна, катальпа бігнонійоподібна (Catalpa bignonioides Walt.) — дерево роду катальпа (Catalpa) з родини біньйонієвих (Bignoniaceae). Батьківщиною катальпи звичайної є південно-східні штати США.

## В Україні
В Україну ці дерева потрапили у процесі апробації до озеленення вулиць ще у XIX столітті.
В Україні окремі дерева катальпи перебувають під охороною як ботанічні пам'ятки природи місцевого значення:
- «Чортківська катальпа», розташована у місті Чортків,
- Катальпа у м. Кам'янець-Подільський.
- катальпи у Кропивницькому: на площі Героїв майдану з обох боків головного фасаду будинку держадміністрації[4] та на набережній річки Інгул[5].
- Катальпа красуня віком близько 100 років, розташована на вулиці Вадима Гетьмана, 2 в Києві. Ботанічна пам'ятка природи місцевого значення, оголошена Рішенням Київської міської ради від 27.05.2021 №1253/1294[6]. Вона має обсяг 2,7 м і висоту 10 м. Київський еколого-культурний центр вніс її до списку видатних дерев України.

## Вирощування катальпи
Катальпу бажано висаджувати на сонячному місці, добре захищеному від вітру. Для неї добре підійде ґрунтова суміш, що складається з трьох частин перегною, двох частин листової землі, двох частин піску і однієї частини торфу. При посадці бажано добре удобрити землю деревною золою і додати суперфосфат. Краще, якщо кислотність ґрунту буде нейтральною. При належному догляді молоде деревце зацвіте на п'ятий рік.
Катальпа досить морозостійка, але молоді рослини найчастіше більш чутливі до заморозків. Їх стовбури на зиму варто обмотати лапником або мішковиною, а землю під ними укрити шаром сухого листя.
Незважаючи на непогану морозостійкість, у катальпи часто обмерзають більше молоді пагони. З цією проблемою можна успішно боротися, обрізаючи ранньою весною зіпсоване морозом гілля. Катальпа добре переносить обрізку і можна поєднати таку вимушену стрижку з декоративною, створивши крону дерева потрібної форми.

## Галерея

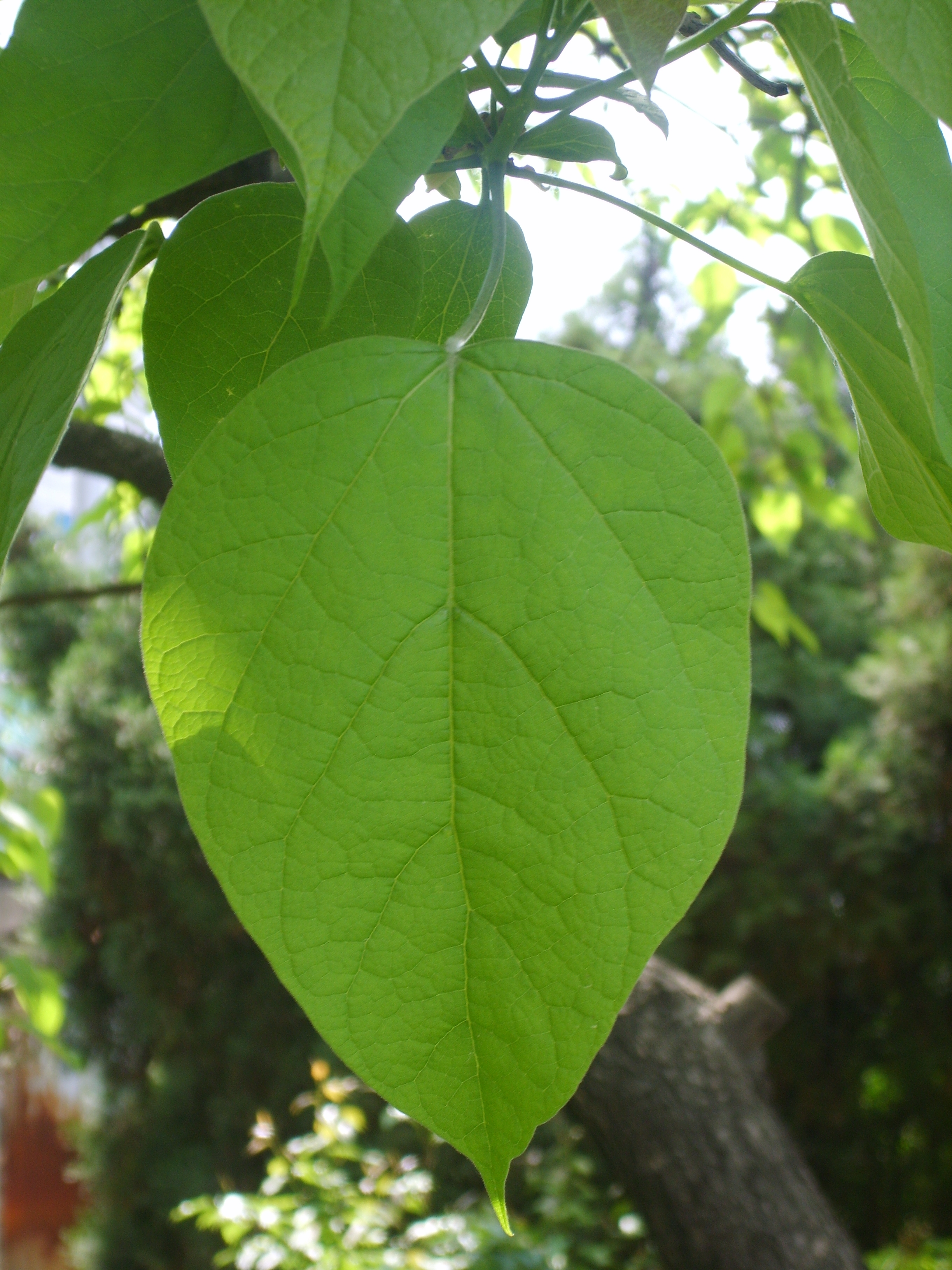
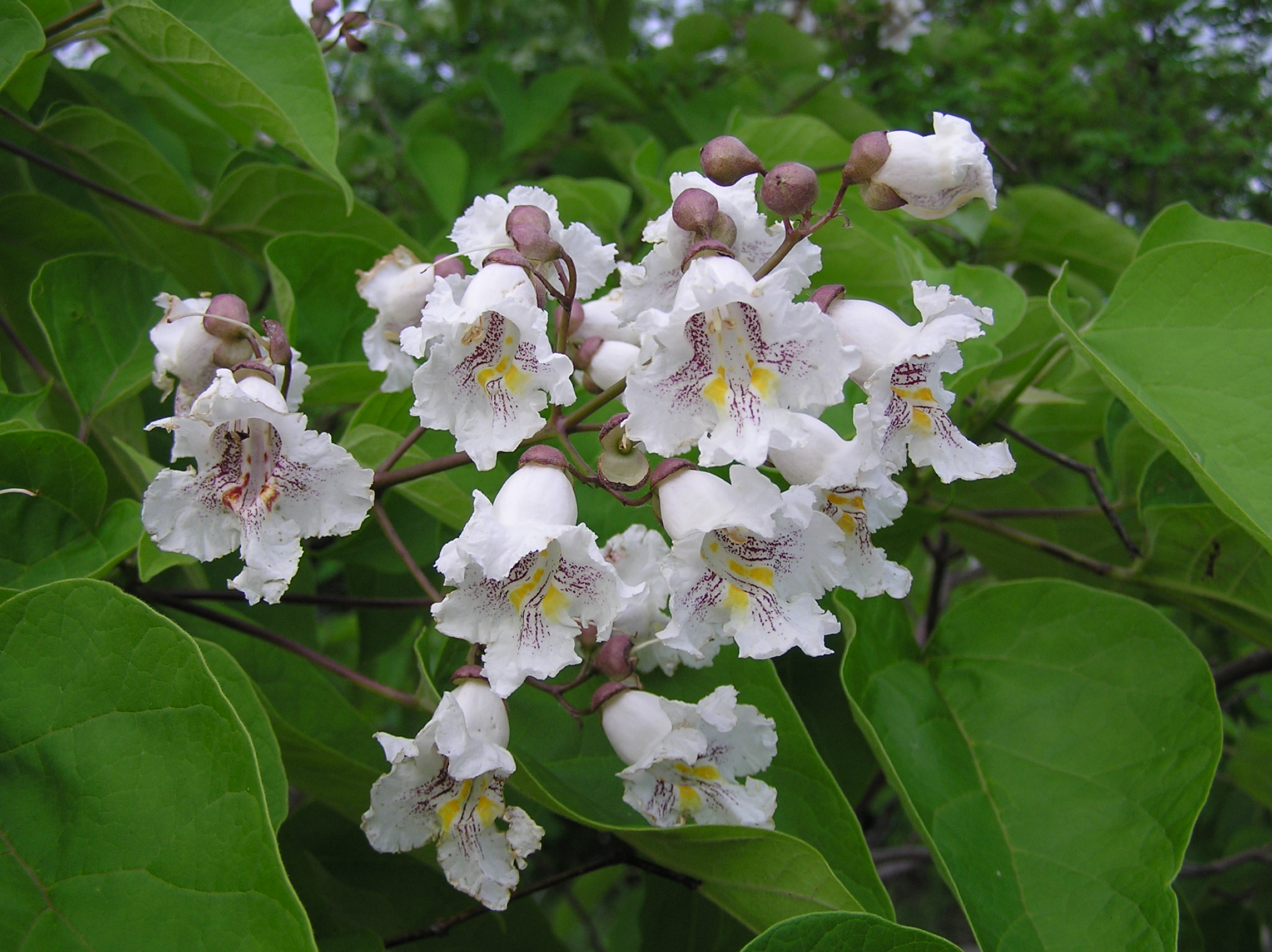
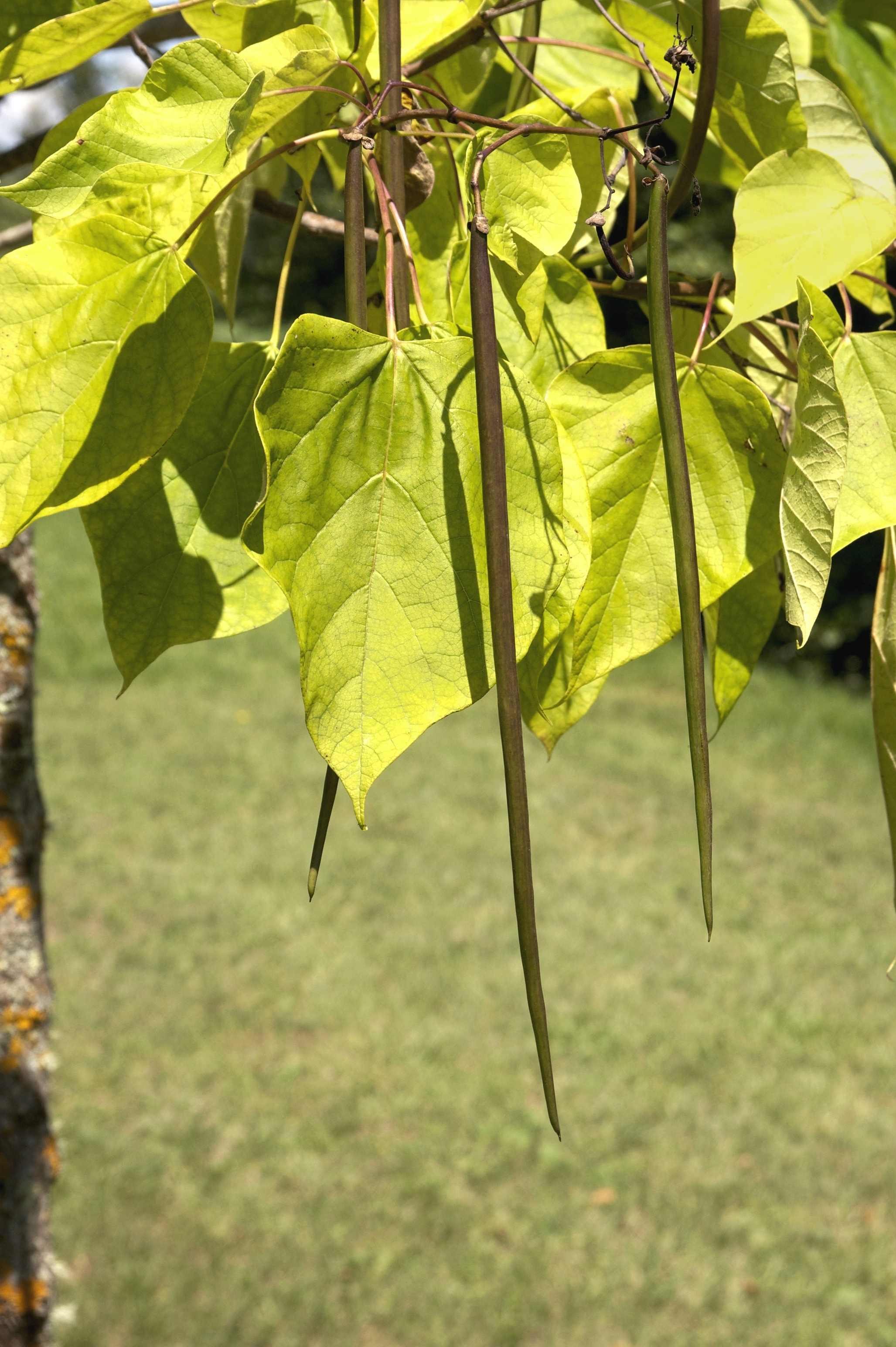
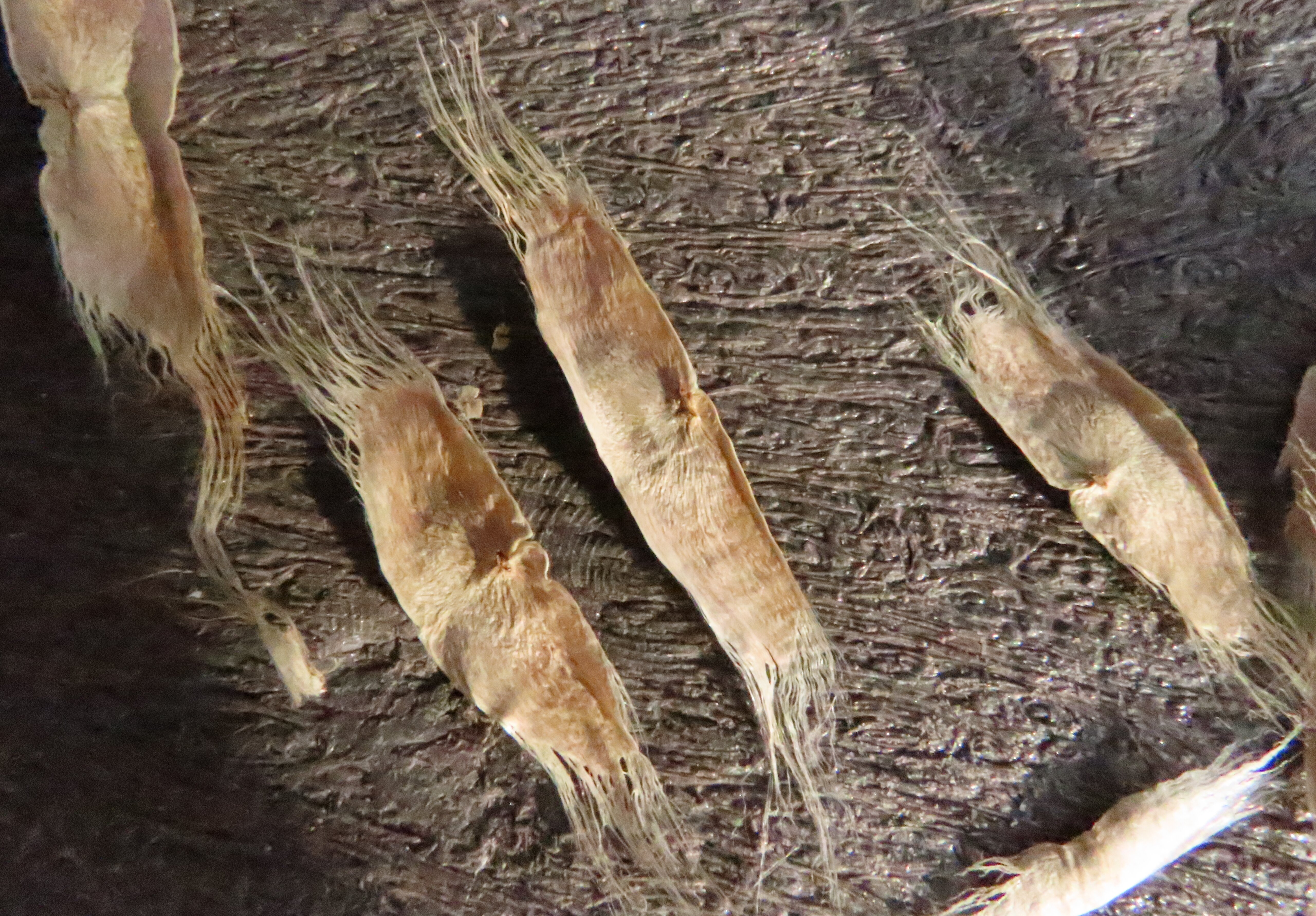